# Crazy Machines
Crazy Machines este un joc video creat de FAKT Software GmbH. Este bazat pe seria The Incredible Machine. Jocul simulează lucruri precum presiunea aerului, electricitatea, gravitatea, etc.
1. ↑  Steam
2. ↑  Steam, accesat în 13 decembrie 2023